# Envie
Envie (Envìe in piemontese e in occitano) è un comune italiano di 1 953 abitanti della provincia di Cuneo in Piemonte.
Si trova all'imbocco della Valle Po e fa parte della Comunità montana Valli Po, Bronda, Infernotto e Varaita.

## Geografia fisica
Envie è un paese di mezza montagna situato in provincia di Cuneo, a 50 km dal capoluogo e a 65 da Torino. Si trova in bassa valle Po nel punto d'incontro tra la pianura Padana e l'ultima propaggine delle alpi Cozie: il Monte Bracco.
Il livello altimetrico che usualmente le viene attribuito (327 m s.l.m.) è in realtà un valore simbolico poiché in questo paese, in soli 4 km, da est ad ovest, si passa dai 250 m della pianura ai 600 m delle ultime abitazioni ai 1307 m della vetta del Montebracco. Envie dunque si compone di quattro parti.
La zona pianeggiante è caratterizzata dalla presenza di cascine sparse ed è intensamente coltivata; qui predomina la coltivazione del mais unita ad altri cereali ed al prato. Pur non essendoci rigogliosi corsi d'acqua l'irrigazione è consentita dalla presenza di alcuni pozzi che attingono ad una falda acquifera.
Il nucleo vitale del paese (municipio, chiesa, banca, industrie, negozi) e la maggior parte delle abitazioni si concentra lungo la strada provinciale che fende il paese in direzione nord sud e lo collega con Revello e Barge. Non esiste una circonvallazione.
La collina, anch'essa densamente abitata, è il regno dei frutteti (mele, albicocche, pesche, kiwi e mirtilli) irrigati da moderni impianti idraulici a goccia e negli ultimi anni coperti, in buona misura, da reti antigrandine.
Infine nella parte montuosa sono presenti pareti di roccia fortemente acclivi e fitti boschi di latifoglie, soprattutto castagni, noccioli, robinie e betulle.

## Storia
Anticamente la zona compresa tra il fiume Po e il torrente Ghiandone era abitata da tribù di ceppo ligure denominate vibii. Il capoluogo era Forum Vibii e si trovava probabilmente tra gli attuali comuni di Revello ed Envie. Plinio il Vecchio, storico e geografo dell'età romana, dice che il Po dopo aver disceso i ripidi versanti del Monviso, da cui nasce, si nasconde in canali sotterranei per poi ricomparire più a valle nella campagna dei vibii (condensque sese cunicolo et in foro vibiensium agro iterum exordiens). Questo fenomeno è ancor oggi visibile; il Po da queste parti è poco più di un torrente il cui alveo rimane asciutto durante le stagioni secche. 
Anche l'origine del nome Envie risale all'epoca romana. Allora si riteneva che Annibale, durante la seconda guerra punica, avesse invaso l'Italia passando dai 2950 m del colle delle Traversette nei pressi del Monviso (oggi si propende per il Monginevro, più basso ed agevole). Gli storici romani raccontavano che il generale cartaginese giunse sulla vetta di un monte poco alto e da lì, vedendo finalmente spalancarsi la pianura dinanzi ai suoi occhi, con il braccio teso indicò ai suoi la via da seguire esclamando:«Ecce viae». Ritenendo che quel luogo fosse il Mombracco il borgo ai suoi piedi fu denominato "Enviis".
Sotto gli imperatori franchi il feudo di Envie passò ai marchesi di Susa e successivamente a quelli di Saluzzo. Dal 1363 diventa possedimento dei Savoia. Questi ultimi, che a quei tempi stavano ancora a Chambéry, esercitavano il potere tramite accordi di vassallaggio con signorotti locali. Dapprima furono gli Acaja, poi nel 1412 si insediò la dinastia dei Cacherano conti di Bricherasio che per alcuni secoli dominò su Envie.

## Monumenti e luoghi d'interesse

### Il castello
Lo costruì il marchese di Saluzzo nel 1260, in forma di ricetto difensivo. Fu distrutto dagli Acaja nel 1336 e ricostruito dai conti di Bricherasio nel secolo XV. Fu danneggiato durante le guerre di religione del Cinquecento e completamente abbattuto dai Savoia. Dopo alcuni secoli di oblio lo acquistò il conte Guasco di Castelletto che lo riedificò, in stile neogotico, a metà dell'Ottocento.
Furono ospiti del conte, nel castello enviese, Cavour, Pellico, e d'Azeglio. Quest'ultimo scriveva alla moglie:«Questo è veramente un luogo adatto per scrivere un romanzo». Silvio Pellico dedicò una poesia alla nobile Clementina che era morta giovanissima.
   "Ella s'inchina a protegger d'Envie l'antica villa e il castello in cui visse te vicina"
Il conte Guasco dotò la sua dimora di una fornita biblioteca e di lussuosi arredi. Il maniero venne circondato da un elegante giardino all'inglese in cui erano presenti alberi ad alto fusto e piante esotiche. Gli arredi e i testi della biblioteca sono stati venduti all'asta nel 1980. Il giardino è stato danneggiato dalla tromba d'aria dell'agosto 2003; alcuni alberi sono stati abbattuti.

### Architetture religiose
- San Marcellino

La chiesa, dedicata ai santi Marcellino, Pietro ed Erasmo, è stata ricostruita nel 1762, in forme juvarriane. Nello stesso luogo sorgeva già una chiesetta di dimensioni minori a partire dal 1100. Questa struttura fu danneggiata durante le guerre del Cinquecento quando venne addirittura trasformata in stalla dagli ugonotti.
Della primitiva costruzione rimangono il bel campanile romanico, che porta le insegne dei Bricherasio e dei Savoia, ed il fonte battesimale in marmo bianco. Gli elementi più significativi dell'attuale chiesa sono l'altar maggiore, l'acquasantiera del 1666 e il portale settecentesco.
Negli ultimi decenni la parrocchia di san Marcellino è stata oggetto di continui restauri.
Il confessionale moderno ed insonorizzato ed il pavimento in mattonelle di pietra sono nuovi di zecca, relativamente recenti sono la campana e l'organo.
- Madonna dell'Occa

Sulle prime pendici del Montebracco, a 1,5 km dal capoluogo, in direzione nord-ovest, si trova la chiesetta dell'unica frazione del paese: Occa. In passato era un santuario dedicato al Santissimo Nome di Maria. Divenne parrocchia nel 1919 e lo è tuttora. Gli affreschi della volta e dell'altar maggiore sono attribuiti a Giovanni "Netu" Borgna, il pittore di Martiniana Po.
- La Trappa

La certosa del Mombracco fu fondata nel 1335 dai nipoti del marchese di Saluzzo sulla struttura di una preesistente cappella, la cui costruzione, voluta dalla marchesa Adelaide di Susa, datava al 1075. Prosperò grazie alle donazioni dei marchesi, decadde quando il feudo enviese passò ai Savoia.
Verso la fine del Settecento vi si stabilirono i monaci trappisti in fuga dalla Francia sconvolta dalla rivoluzione. Da questa presenza deriva il nome di "Trappa".
In origine era un eremo dedicato a Santa Maria, oggi si venera San Giacomo. La trappa si trova in frazione Occa, a circa mille metri di altezza, al confine con il comune di Barge.

#### Le cappelle
Numerose sono le cappelle disseminate sul piccolo territorio del comune. Si hanno Sant'Angelo risalente al XV secolo, la Madonna della Neve situata su un'altura isolata sopra l'abitato di Occa, San Giacomo abbellita dagli affreschi del Borgna, San Rocco (il santo che protegge dalla peste) che fu costruita come ex voto, forse dopo la pestilenza del 1630. In ordine cronologico, le cappelle oggetto di tanta venerazione sono: Madonna delle Grazie, S. Giovanni, S. Giacomo, Madonna della Neve, S. Rocco, S. Antonio, S. Bernardo, S. Filippo Benizi e S. Angelo. A queste ricorrenze va aggiunta la festa della Croce localizzata sulla vetta del Montebracco (1307 m) che si tiene a metà luglio.

## Società

### Evoluzione demografica
Abitanti censiti

### Etnie e minoranze straniere
Secondo i dati Istat al 31 dicembre 2017, i cittadini stranieri residenti ad Envie sono 191, così suddivisi per nazionalità, elencando per le presenze più significative:
1. Cina, 112
2. Romania, 25
3. Albania, 22

## Infrastrutture e trasporti
Tra il 1915 e il 1935 il comune fu servito dalla tranvia Revello-Barge.

## Amministrazione
Di seguito è presentata una tabella relativa alle amministrazioni che si sono succedute in questo comune.
| Periodo        | Periodo        | Primo cittadino  | Partito                         | Carica  | Note  |
| -------------- | -------------- | ---------------- | ------------------------------- | ------- | ----- |
| 26 giugno 1985 | 23 maggio 1990 | Chiaffredo Rosso | -                               | Sindaco | [ 7 ] |
| 23 maggio 1990 | 24 aprile 1995 | Chiaffredo Rosso | Partito Liberale Italiano       | Sindaco | [ 7 ] |
| 24 aprile 1995 | 14 giugno 1999 | Roberto Mellano  | -                               | Sindaco | [ 7 ] |
| 14 giugno 1999 | 14 giugno 2004 | Roberto Mellano  | Lega Nord                       | Sindaco | [ 7 ] |
| 14 giugno 2004 | 8 giugno 2009  | Andrea Ribotta   | lista civica                    | Sindaco | [ 7 ] |
| 8 giugno 2009  | 26 maggio 2014 | Roberto Mellano  | Lega Nord                       | Sindaco | [ 7 ] |
| 26 maggio 2014 | 27 maggio 2019 | Roberto Mellano  | lista civica: insieme per Envie | Sindaco | [ 7 ] |
| 27 maggio 2019 | in carica      | Roberto Mellano  | lista civica: insieme per Envie | Sindaco | [ 7 ] |

### Gemellaggi
Nel 1999 Envie si è gemellato con María Susana (Argentina), un comune argentino della provincia di Santa Fe.

## Lo sport
- La bocciofila comunale, costruita negli anni settanta, si trova in centro paese, a due passi dal municipio. In piazza Santa Maria ad Occa, il locale delle vecchie scuole elementari ospita la sezione provinciale della F.I.C.B.
- Free climbing. Poco sopra il paese è allestita la palestra di roccia di "Roca bert" con difficoltà che vanno dal 6a all'8a+.